# Filmschnitt

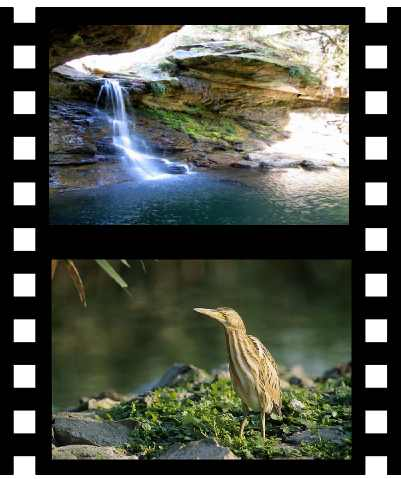
Eine Schnittstelle auf einem Filmstreifen: Das letzte Frame einer Einstellung wird gefolgt von dem ersten Frame der nächsten Einstellung.

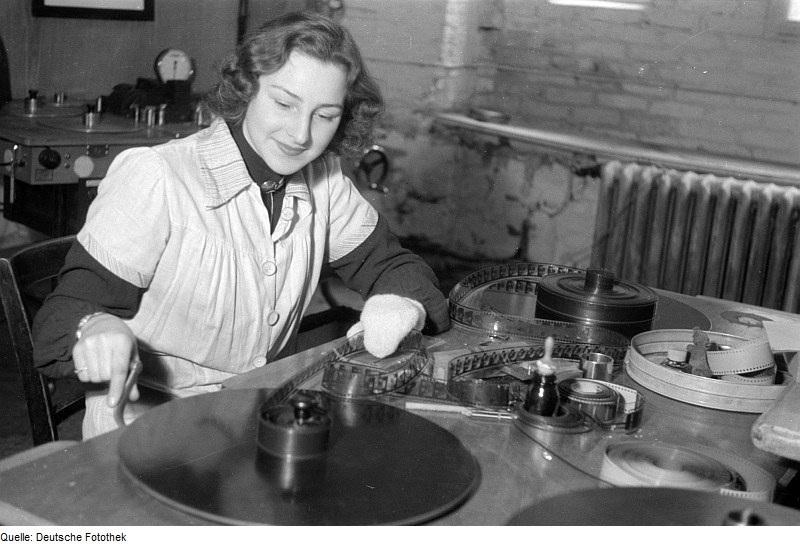
Filmschnitt 1946

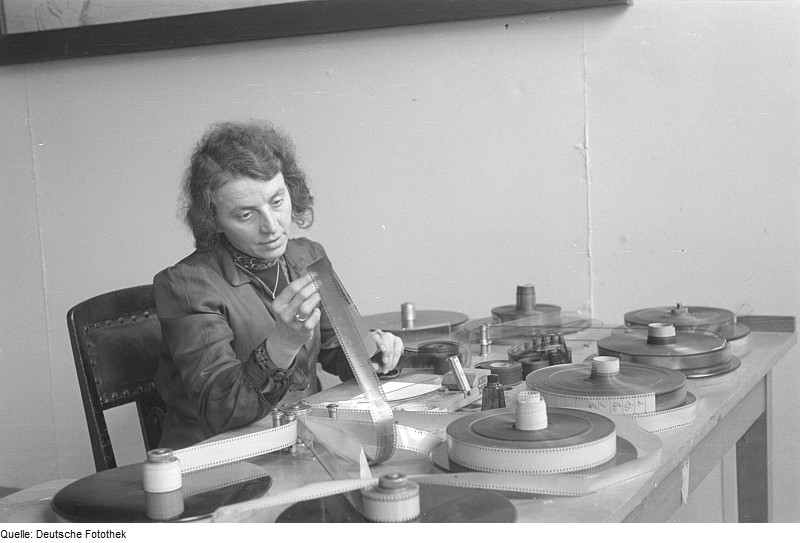
Analoger Schnittplatz

Filmschnitt, oft auch synonym als Filmmontage, als Montage oder als Schnitt bezeichnet, ist die Auswahl, Bearbeitung und Strukturierung des aufgenommenen Bild- und Tonmaterials, um dem Film seine endgültige Form zu geben.
Die Begriffe Filmschnitt und Filmmontage werden in der Fachliteratur durchaus differenziert benutzt, im allgemeinen Sprachgebrauch aber als gleichbedeutend empfunden. Das Wort „Schnitt“ hat seinen Ursprung im handwerklichen Auftrennen von physischem Filmmaterial, während „Montage“ eher den kompositorischen Aspekt der Tätigkeit betont: die Anordnung und Zusammenführung des ausgewählten Materials. Der entsprechende englische Begriff ist film editing und die Berufsbezeichnung der ausführenden Kreativen lautet inzwischen auch in den deutschsprachigen Ländern: „Filmeditor“. Damit rückt sprachlich ein weiterer Aspekt der Tätigkeit in den Mittelpunkt: Das Redigieren und Verfeinern des Filmwerkes, bis es inhaltlich und formal zur Veröffentlichung bereit ist.
Der Filmschnitt ist ein wichtiger kreativer Teil des Filmschaffens, der einen bedeutenden Anteil an der Wirkung des fertigen Filmes hat. Und er ist zudem eine Kunstform, die – anders als etwa die Kameraarbeit oder das Szenenbild – ausschließlich dem Filmemachen eigen ist, auch wenn es Parallelen in anderen Kunstgattungen gibt. Eine nahe Verwandtschaft ist die Editierung von Bildserien in der Fotografie. Die Sequenzierung für Ausstellungen und Fotobücher ist ebenfalls zu einem komplexen, künstlerischen Tätigkeitsfeld geworden.

## Geschichte
Die ersten, ab etwa 1895 entstandenen und gezeigten Filmaufnahmen waren noch zwischen 30 und 60 Sekunden lang und bestanden aus einer einzigen statischen Kameraeinstellung, der Effekt war der eines sich bewegenden Fotos: der Zuschauer sah beim Abspielen, was die statische Kamera „gesehen“ hatte, bis das Filmmaterial zu Ende war.
Ende der 1890er Jahre experimentierten einige Filmemacher bereits mit ersten Möglichkeiten des Filmschnitts. Der Franzose Georges Méliès wandte in einigen seiner ersten fiktionalen Filme das Stoptrickverfahren an, dessen Effekt er durch das nachträgliche Schneiden des Films optimierte.
Die Verwendung von Filmschnitt zum Erzeugen von „Continuity“, einer fortlaufenden Handlung, die in mehreren Sequenzen erzählt wird, wird allgemein dem britischen Filmpionier Robert W. Paul zugeschrieben. Sein Film Come along, Do! war einer der ersten, die aus mehreren Sequenzen oder Einstellungen bestanden. Weitere Pioniere waren die Mitglieder der Brighton School George Albert Smith und James Williamson, deren Filme wie Stop Thief! und Fire! bereits um 1900 aus vielen per Filmschnitt zusammengefügten Sequenzen bestanden und bis zu 5 Minuten lang waren. Von Edwin Porter stammt der erste US-amerikanische Film mit Filmschnitt und einer Handlung (Life of an American Fireman von 1903) – sein Film The Great Train Robbery von 1903 bestand bereits aus zwanzig verschiedenen Einstellungen und spielte an zehn verschiedenen Innen- und Außenmotiven.
Um diese Zeit wurden einige für das Filmemachen grundlegende Techniken entdeckt und weiterentwickelt. Der Filmschnitt als Montagetechnik ermöglichte die Neuschöpfung eines erzählerischen Ganzen aus Einzelteilen, die an unterschiedlichen Orten zu unterschiedlichen Zeiten und aus unterschiedlichen Perspektiven aufgenommen werden konnten. Damit erst hat der Film begonnen, sich als eigenständige Kunstform zu etablieren und sich von den älteren Künsten wie Theater und Photographie und deren Konventionen zu lösen.
Mit der Einführung des Filmschnitts als Bestandteil jeder Filmproduktion etablierte sich der überlappende Schnitt als wesentliches Merkmal eines frühen Stummfilms mit fiktiver Handlung. Im damaligen Verständnis der Filmregisseure sollte dieser den Zusammenhang zwischen den Szenen verdeutlichen und die Orientierung erleichtern. Zudem sollten besonders wichtig erscheinende Ereignisse auf diese Weise betont werden. Der Schnitt zwischen den Einstellungen erfolgte zudem häufig mit Überblendungen.

## Technische Grundlagen
Über lange Zeit war der Filmschnitt ein mechanischer Vorgang an einem sogenannten Schneidetisch mit Zelluloid als Trägermaterial. Das belichtete Filmmaterial, das Kameranegativ, musste dafür zunächst in einem Kopierwerk entwickelt werden. In den Schneideraum wurde dann eine positive „Musterkopie“ geliefert, die zum Auswählen (Ausmustern) der geeigneten Einstellungen diente. Die fügte ein Schnittmeister nach Absprache mit der Regie zu einer finalen Bild- und Szenenfolge zusammen. Diesen aus der Musterkopie zusammengesetzten Film mit seinen unzähligen Schnitt- und Klebestellen nannte man „Schnittkopie“.
Nach der Feinschnittabnahme durch den Produzenten kam die Schnittkopie zurück ins Kopierwerk. Auf dieser Basis wurde dann ein bildgenauer Nach-Schnitt des Negativmaterials hergestellt. Beim Identifizieren der Schnittstellen in Positiv und Negativ halfen sogenannte „Randnummern“ an den Rändern des Negativ- wie Positivmaterials. Das final geschnittene Negativ verblieb im Kopierwerk und diente als Vorlage für die Herstellung von Projektionskopien. Für die Vorbereitung zur Tonmischung oblag es dem Schnittmeister auch, die Tonträger (seinerzeit ebenfalls auf Zelluloid) zusammenzustellen.
Die Möglichkeiten des digitalen Videoschnitts haben diesen Prozess grundlegend verändert.
Wenn noch auf Filmmaterial gedreht wird, wird das belichtete Negativ entwickelt, digitalisiert und in einen digitalen Offline-Schnittplatz eingeladen. Wenn schon das Aufnahmemedium digital ist, werden die Originalaufnahmen kopiert und auf ein kleineres Datenformat heruntergerechnet, um die Datenmengen für den Schnitt niedrig zu halten.
Der digitale Schnittplatz – weitverbreitete Systeme sind Avid und Final Cut Pro – ist in der Lage, alle Bildsequenzen nach Maßgabe von Filmeditor und Regisseur zu einer gewünschten Szenenfolge aneinanderzufügen. Am digitalen Schnittplatz können deutlich mehr Arbeitsschritte vorgenommen werden als zuvor: Ton und Musik können parallel zu den Bildern angelegt und geschnitten werden. Einfache Effekte wie Slow Motions oder Farbkorrekturen können getestet werden. Anders als der analoge Schnittplatz, an dem ausschließlich das Schneiden und Zusammenfügen von Bildmaterial möglich war, ist der digitale Schnittplatz zum zentralen Arbeitsplatz geworden, an dem sämtliche Arbeitsschritte einer klassischen Filmendbearbeitung vorbereitet werden können.
Hat man die Bildsequenzen zu einem kompletten Film zusammengefügt, werden die digitalen Schnitt-Daten als Edit Decision List (EDL) ausgegeben, in der alle Schnittstellen aufgelistet sind – das Pendant zur analogen „Schnittkopie“. Auf deren Basis werden sämtliche weiteren Finalisierungsschritte vorgenommen. Ist das gewünschte Endergebnis ein Film-Negativ, dann wird auf der Basis der EDL ein Negativ-Master erstellt.

## Schnitt-Theorie
Die Arbeit des Filmschneidens ist ein schöpferischer Vorgang. Er besteht, nach dem Auswählen der geeignetsten Einstellungen, in der Schaffung einer dramaturgisch konzipierten und dem Zuschauer vermittelbaren Kontinuität. Der für den Filmschnitt verantwortliche Filmeditor arbeitet zwar grundsätzlich nach Maßgabe der Regie (oder des Redakteurs), trägt jedoch durch seine handwerklichen und kreativen Fähigkeiten zur endgültigen Erzählform des filmischen Produkts in entscheidender Weise bei. Das Können eines Editors hat großen Einfluss auf Inhalt und Wirkung der Bilder und Töne im Gesamtwerk. Schon kleine Änderungen im Schnitt können die Aussage, den Rhythmus und die Struktur eines Filmes deutlich verändern.

## Schnitt-Techniken

### Kameraschnitt
Beim Kameraschnitt wird die Kamera nach jeder Einstellung angehalten bzw. in einen Pausenmodus gestellt und zur Aufnahme der nächsten Einstellung wieder angestellt, so dass ein mechanischer Schnitt im eigentlichen Sinne nicht nötig ist. Diese Technik ist bei den mit Filmmaterial bestückten Kameras eher möglich als bei Digitalkameras mit Chip-Speichermedien, da diese meist jede Aufnahme als gesonderte Datei abspeichern.

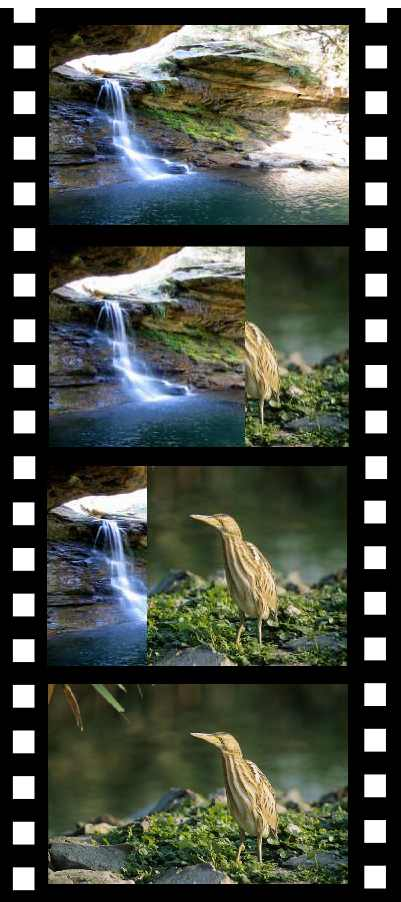
Darstellung einer Wischblende (Wipe)

### Blende
Wechsel der Filmszenen durch Ein- und Ausblenden

#### Überblende
Die Überblende (englisch lap dissolve) ist eine Filmschnitttechnik, die im Gegensatz zum harten Schnitt steht. Hierbei wird das alte Bild langsam ausgeblendet und das neue Bild gleichzeitig eingeblendet. Dadurch entsteht ein fließender Übergang zwischen beiden, was häufig verwendet wird, um zwei zeitlich oder räumlich weit voneinander entfernte Szenen zu suggerieren.

#### Wischblende
Die Wischblende (englisch wipe) ist eine Filmschnitttechnik, bei welcher das alte Bild vom neuen Bild kontinuierlich überblendet bzw. ersetzt wird. Dies kann in vielfacher Art geschehen, z. B. auch horizontal, vertikal, diagonal, sternförmig oder im Uhrzeigersinn. Diese Schnitttechnik wird verwendet, um eine gleichzeitige Handlung an verschiedenen Orten darzustellen. Diese Technik wird in modernen Filmen nur noch selten verwendet, am bekanntesten dürfte die Verwendung von Wischblenden in den Filmen der Reihe Star Wars sein.

#### Auf- und Abblenden
Siehe Hauptartikel: Auf- und Abblenden

#### Trickblende
Siehe Hauptartikel: Trickblende

#### Akustische Klammer
Bei dieser Methode werden zwei Einstellungen oder Szenen durch den filmischen Ton unterstützt. In den meisten Fällen wird dies durch den Soundtrack oder andere musikalische Beiträge bewerkstelligt; nicht selten wird aber auch das Stilmittel der vorgezogenen Soundeffekte und Dialogteile verwendet. Das heißt, man hört z. B. schon eine Person reden, obwohl sich erst im Szenenwechsel klärt, dass dies zu einem anderen (späteren) Zeitpunkt oder an einem anderen Ort geschieht. Diese Technik des vorgezogenen Wechsels der Tonspur wurde erstmals 1931 von Fritz Lang in M eingesetzt.
Gängig ist auch der umgekehrte Weg, um beispielsweise von der Planung einer Aktion zu deren Durchführung zu schneiden, während die Tonspur mit der Erläuterung des Plans fortfährt. In Monty Pythons Komödie Das Leben des Brian wird die Entführung von Pontius Pilatus’ Frau auf diese Weise umgesetzt. Allerdings scheitert der Coup, was so in der Planung nicht vorgesehen war und damit dieser Erzähltechnik eine interessante Wendung gibt.

### Andere Techniken
- Schuss-Gegenschuss
- Match Cut
- Jump Cut
- Parallelmontage
- Plansequenz
- Split Screen
- Unsichtbarer Schnitt
- Cut In, Cut Out

## DVD
- Gabriele Voss: Film: Schnitte in Raum und Zeit. Zusätzliche Interviews. Verlag Vorwerk 8, Berlin 2006.